# Aphistogoniulus brolemanni
Aphistogoniulus brolemanni är en mångfotingart som beskrevs av Jeekel 1971. Aphistogoniulus brolemanni ingår i släktet Aphistogoniulus och familjen Pachybolidae. Inga underarter finns listade i Catalogue of Life.